# Medicine at Midnight
Medicine at Midnight é o décimo álbum de estúdio da banda de rock americana Foo Fighters. Originalmente estava previsto para ser lançado em 2020, entretanto, devido à pandemia de COVID-19, foi lançado apenas em 5 de fevereiro de 2021, sendo produzida pelos membros do grupo e por Greg Kurstin através da gravadora RCA Records. O álbum foi precedido pelo lançamento de três singles: A canção "Shame Shame" (2020) foi primeiro single lançado; "No Son of Mine" (2021) foi o segundo, e "Waiting on a War" (2021) foi o terceiro.
Foi eleito pela Loudwire como o 31º melhor álbum de rock/metal de 2021.

## Antecedentes e gravação
Depois de lançar seu nono álbum de estúdio, Concrete and Gold em 2017, e viajar extensivamente em turnê durante grande parte de 2018, o Foo Fighters anunciou que faria uma pausa em outubro de 2018, com o vocalista Dave Grohl afirmando que embora eles precisassem de um descanso, ele já tinha algumas ideias iniciais para o álbum seguinte da banda. A pausa duraria menos de um ano, já que em agosto de 2019, o baterista Taylor Hawkins relatou que Grohl já havia feito demos o material por si mesmo, e que o restante dos membros planejava começar a contribuir logo depois. A banda começou coletivamente a gravar o álbum em outubro de 2019. No mês seguinte, Grohl descreveu a banda como "bem no meio" do processo de gravação, e que o álbum estava soando "estranho pra caramba". Em fevereiro de 2020, Grohl confirmou que o álbum foi concluído.

## Lista de faixas
| N.º            | Título                 | Duração |  |
| 1.             | "Making a Fire"        | 4:15    |  |
| 2.             | "Shame Shame"          | 4:17    |  |
| 3.             | "Cloudspotter"         | 3:53    |  |
| 4.             | "Waiting on a War"     | 4:13    |  |
| 5.             | "Medicine at Midnight" | 3:30    |  |
| 6.             | "No Son of Mine"       | 3:28    |  |
| 7.             | "Holding Poison"       | 4:24    |  |
| 8.             | "Chasing Birds"        | 4:12    |  |
| 9.             | "Love Dies Young"      | 4:20    |  |
| Duração total: | Duração total:         | 36:32   |  |

## Créditos
| Foo Fighters - Dave Grohl – vocal · guitarra - Taylor Hawkins – bateria - Rami Jaffee – teclado · piano - Nate Mendel – baixo - Chris Shiflett – guitarra - Pat Smear – guitarra | Técnica - Greg Kurstin – produção musical - Randy Merrill – masterização - Alex Pasco – assistência de engenharia - Spike Stent – mixagem - Darrell Thorp – engenharia de áudio - Matt Wolach – assistência de engenharia |